# Aumagne
Aumagne là một xã trong tỉnh Charente-Maritime Charente-Maritime trong vùng Nouvelle-Aquitaine, tây nam nước Pháp. Xã Aumagne nằm ở khu vực có độ cao trung bình 36 mét trên mực nước biển.